# Богданов, Рифкат Ибрагимович
Рифка́т Ибраги́мович Богда́нов (13 июня 1950, Мамыково — 3 ноября 2013, Москва) — советский и российский математик, доктор физико-математических наук, профессор. Татарин по происхождению.
Ведущий научный сотрудник в отделе ядерных реакций научно-исследовательского института ядерной физики имени Д. В. Скобельцына при МГУ им. М. В. Ломоносова.
Избирался в члены-корреспонденты РАН
Скончался в Москве ночью на 3 ноября 2013 года после длительной болезни.
Сын — Богданов Михаил Рифкатович.

## Научная деятельность
Основные работы в области дифференциальных уравнений, нелинейных динамических систем, теории бифуркаций и дифференциальной геометрии.
В работах по бифуркации предельного цикла и версальной деформации особой точки векторного поля на плоскости описана бифуркация коразмерности два, известная в научной литературе как бифуркация Богданова — Такенса.

## Основные публикации
- Версальная деформация особой точки векторного поля на плоскости в случае нулевых собственных чисел. // Тр. семинара им. И. Г. Петровского, вып. 2, М., МГУ, 1976, с. 37-65.
- Бифуркации предельного цикла одного семейства векторных полей на плоскости. // Тр. семинара им. И. Г. Петровского, вып. 2, М., МГУ, 1976, с. 23 35.
- Локальные орбитальные нормальные формы векторных полей на плоскости. // Тр. семинара им. И. Г. Петровского, вып. 5, М., МГУ, 1979, с. 51-84.
- Локальные относительные интегральные инварианты, связанные с фазовым портретом векторного поля на плоскости. // Тр. семинара им. И. Г. Петровского, вып. 17, М., МГУ, 1993, с. 261—277.
- Теория прямых измерений по Пуанкаре-Эренфесту для нестационарного уравнения Шрёдингера на прямой. // Тр. семинара им. И. Г. Петровского, вып. 20, М., МГУ, 1997, с. 226—269.